# كلي بينيت
كلي بينيت هو ممثل كندي، ولد في 1901 بتورونتو في كندا.

## وصلات خارجية
- كلي بينيت على موقع IMDb (الإنجليزية)
- كلي بينيت على موقع قاعدة بيانات الفيلم (الإنجليزية)